# El Real de la Jara
El Real de la Jara è un comune spagnolo di 1 622 abitanti situato nella comunità autonoma dell'Andalusia.